# Poison Ivy
Poison Ivy, tên thật là Pamela Isley, là một nhân vật phản diện hư cấu trong loạt truyện tranh ấn bản bởi DC Comics. Nhân vật này được tạo ra bởi Robert Kanigher và Sheldon Moldoff, xuất hiện lần đầu trong Batman #181 vào tháng 6 năm 1966. Poison Ivy cũng là tên gọi của một loài thực vật có độc. Cô thường được biết đến là một trong những kẻ thù chính của Batman.

## Tiểu sử
Pamela Isley nghiên cứu ngành thực vật học cao cấp tại trường đại học, cùng với Alec Holland (Swamp Thing) dưới sự dẫn dắt của TS. Jason Woodrue (Floronic Man). Là một sinh viên rụt rè và nhút nhát, cô dễ dàng bị Jason Woodrue dụ vào một cuộc thí nghiệm khủng khiếp. Hắn tiêm vào người Pamela một lượng chất độc khiến cô bắt đầu biến đổi. Cô gần chết hai lần và bắt đầu trở nên điên loạn. Sau đó, Jason trốn tránh trách nhiệm của mình và bỏ mặc cô trong bệnh viện 6 tháng. Cảm giác bị phản bội, Pamela có những biểu hiện tâm lý bất thường, có thể hiền lành lúc này nhưng ngay lập tức chuyển thành hung dữ. Sau khi bạn trai cô bị chết trong một tai nạn ô tô, Pamela đã bỏ học và lưu lạc đến Gotham City (Thành phố Gotham), bắt đầu con đường trở thành tội phạm.
Poison Ivy bị ám ảnh bởi thực vật và môi trường, và có một mối liên kết đặc biệt với chúng. Cô có khả năng sử dụng các loại chất độc từ thực vật, có thể điều khiển thực vật theo ý muốn, đồng thời cũng miễn nhiễm với hầu hết các loại chất độc, vi khuẩn, và virus. Ngoài ra Poison Ivy có thể tiết ra một loại pheromone điều khiển trí óc của người khác. Một trong những vụ đầu tiên mà cô thực hiện ở Gotham là thả những phần tử thực vật gây ngạt thở ra ngoài không khí, yêu cầu chính quyền thành phố phải làm theo ý của cô. Batman xuất hiện và ngăn chặn được Poison Ivy và sau đó cô bị tống giam vào Nhà thương điên Arkham (Arkham Asylum). Kể từ đó cô bị ám ảnh bởi Batman vì anh là kẻ duy nhất cô không thể điều khiển được. Đặc biệt Poison Ivy còn có chất kịch độc chết người trên môi của cô, có thể giết bất kỳ ai chỉ với một nụ hôn. Poison Ivy cũng có tình cảm trong một khoảng thời gian ngắn với Batman, khi lần đầu tiên gặp Bruce Wayne, nụ hôn của cô đã gần như giết chết anh. Cảm thấy vô cùng đau đớn, cô đã hôn anh lần thứ hai và vô tình cứu sống được Batman. Từ đó cô phát hiện ra nụ hôn của mình có thể giết người, và nụ hôn thứ hai là thuốc giải cho chất kịch độc trên môi của mình.
Poison Ivy còn được biết đến là bạn thân của Harley Quinn, Harley Quinn thường gọi Poison Ivy là "Red" bởi mái tóc đỏ của cô. Poison Ivy đã tiêm vào người Harley Quinn một thứ thuốc đặc biệt khiến cô miễn nhiễm với gần như toàn bộ các loại chất độc, và trở nên mạnh mẽ hơn. Poison Ivy cùng với Harley Quinn và Catwoman thành lập nên nhóm ba nữ tội phạm nổi tiếng mang tên "Gotham City Sirens", ngoài ra cô còn là thành viên của nhiều tổ chức tội phạm như "Injustice League", "Injustice Gang", "Secret Society of Super Villains", và "Suicide Squad".

## Ngoài truyện tranh
Nữ diễn viên Uma Thurman thủ vai Poison Ivy trong phim Batman & Robin năm 1997. Ngoài ra nhân vật này được lồng tiếng bởi Diane Pershing trong Batman: The Animated Series và Piera Coppola trong The Batman. Một phiên bản Poison Ivy trẻ được thể hiện qua sự diễn xuất của diễn viên nhí Clare Foley trong series phim truyền hình ăn khách Gotham (2014 - 2019). Ngoài ra cô còn có mặt trong series game nổi tiếng Batman: Arkham.

## Ảnh hưởng văn hóa
IGN xếp Poison Ivy thứ 64 trong danh sách "Top 100 nhân vật phản diện mọi thời đại trong thế giới truyện tranh" ("Top 100 Comic Book Villains of All Time") năm 2009. Cô cũng xếp thứ 21 trong danh sách "Top 100 nhân vật nữ gợi cảm nhất trong thế giới truyện tranh" ("100 Sexiest Women in Comics") của Comics Buyer's Guide.